# قارچ گوش‌پاک‌کن
قارچ گوش‌پاک‌کن (نام علمی: Auriscalpium) نام یک سرده از راسته تیغه‌تردسانان است.